# NGC 2747
NGC 2747 is een spiraalvormig sterrenstelsel in het sterrenbeeld Kreeft. Het hemelobject werd op 29 maart 1865 ontdekt door de Duitse astronoom Albert Marth.

## Synoniemen
- ZWG 90.70
- NPM1G +18.0220
- PGC 25507